# Hostilià
Hostilià (llatí: Gaius Valens Hostilianus Messius Quintus Augustus) (235? - 251) va ser emperador romà a la mort del seu pare Deci i del seu germà Herenni Etrusc. El seu regnat només va durar uns mesos, ja que, a final d'any va morir a causa d'una malaltia que assotava la ciutat.

## Orígens
No tots els historiadors estan d'acord si Hostilià era fill, gendre o nebot de Deci, però com que Zòsim diu expressament que Deci tenia un altre fill, a més d'Herenni Etrusc, de qui no dona el nom, hom pensa que aquest fill era Hostilià. En una moneda que es va encunyar durant el regnat de Deci mostra a l'anvers la imatge de Deci amb la seva dona Herènnia Etruscil·la i la llegenda Concordia Augustorum, i a la part del darrere dos joves amb la llegenda Pietas Augustorum. D'aquests dos joves un d'ells era sens dubte Herenni Etrusc i el segon probablement Hostilià.

## Ascens al tron
De les modernes investigacions s'ha reconstruït la història d'Hostilià. Després que Deci va pujar al tron va nomenar cèsars els seus dos fills (any 250) i a Herenni, a més, li va concedir el títol de  princeps iuventutis. L'any següent, el 251, va associar Herenni com a coemperador i tots dos van marxar per fer front als atacs dels gals dirigits pel rei Cniva, que estaven fent incursions al sud del riu Danubi. En absència dels augusts, Hostilià va romandre a Roma sota regència de la mare Herènnia Etruscil·la.

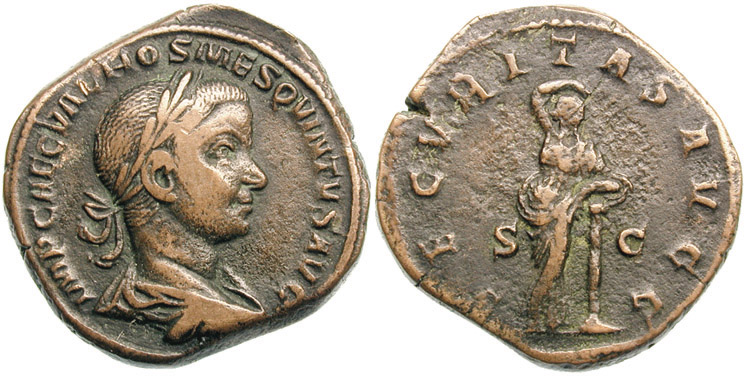
Sesterci amb l'efígie d'Hostilià, en el revers una imatge invocant la protecció de Securitas, deïtat de la seguretat de Roma.

A la campanya contra els gots, Deci i Herenni van morir en la batalla d'Abrittus i l'exèrcit del Danubi va aclamar emperador el general Trebonià Gal, poc després també va morir el pare. però a Roma els drets d'Hostilià foren reconeguts, ja que havia estat nomenat cèsar feia un any. Trebonià Gal, el va acceptar com a coemperador per tal d'evitar una guerra civil; però a finals d'any Hostilià va morir, segurament a causa de l'epidèmia que en aquell temps va afectar la ciutat, deixant sol en el govern a Trebonià Gal, que llavors va associar al seu fill Volusià. Aquesta epidèmia va ser molt mortífera i va durar de l'any 251 al 266; els historiadors l'han anomenat la plaga de Cebrià, perquè Cebrià, el bisbe de Cartago, la va descriure en els seus escrits i sembla que va ser d'allà que es va estendre a la resta dels territoris imperials.